# Hydrillodes pertruncata
Hydrillodes pertruncata là một loài bướm đêm trong họ Noctuidae.